# Nena (film)
Nena is een Duits-Nederlandse romantische dramafilm uit 2014 onder regie van Saskia Diesing. De productie won vier prijzen, waaronder zowel het Gouden Kalf voor beste regie als die voor beste actrice (Abbey Hoes) en een speciale vermelding op het Filmfestival van Berlijn.

## Verhaal
Het is de zomer van 1989 aan de Duits-Nederlandse grens. In Duitsland wankelt de Berlijnse Muur en heel Europa wacht gespannen de gebeurtenissen af. De zestienjarige Nena brengt het grootste deel van haar tijd door met haar vader Martin, die MS-patiënt is. Hij zit in een rolstoel en kan alleen zijn hoofd en één arm nog bewegen. Ze praat, schaakt en zingt liedjes met hem. Wanneer Nena lid wordt van het plaatselijke honkbalteam, wordt ze verliefd op pitcher Carlo. Met hem beleeft ze haar eerste romance en seksualiteit.
Nena wordt op een dag uit de klas gehaald door haar moeder Martha. Haar vader heeft een mislukte zelfmoordpoging gedaan en ligt in het ziekenhuis. Ze krijgt daarbij per ongeluk te horen dat dit niet zijn eerste poging was om er een eind aan te maken. Ze is hevig gekwetst door zijn doodswens. Doordat ze na het voorval met andere ogen naar haar vader gaat kijken, beseft ze steeds beter hoe ongelukkig hij is. Terwijl ze zelf steeds meer levenslust krijgt, wordt haar vaders leven alleen maar uitzichtlozer. Hij wil dood, maar is lichamelijk niet in staat er zelfstandig een einde aan te maken en zijn broers willen hier niet aan meewerken. Om haar vader te helpen bij zijn laatste wens, haalt Nena daarom een paar planken. Na een gezamenlijke wandeling naar een geschikte plaats, legt ze die haaks op de spoorrails zodat haar vader zelf in staat is voor de trein te rijden met zijn rolstoel. Als hij eenmaal op het spoor staat en blijft staan, kust ze hem vaarwel en rent ze verdrietig weg.

## Rolverdeling
| Acteur           | Personage | Opmerkingen     |
| ---------------- | --------- | --------------- |
| Abbey Hoes       | Nena      |                 |
| Gijs Blom        | Carlo     |                 |
| Uwe Ochsenknecht | Martin    | vader van Nena  |
| Monic Hendrickx  | Martha    | moeder van Nena |
| Fabian Jansen    | Theo      |                 |
| André Jung       | Paul      |                 |
| Magdalena Helmig | Nurse     |                 |
| Jelmer Ouwerkerk | Catcher   |                 |

## Productie
Nena is de debuutfilm van Saskia Diesing. De productie werd opgenomen in 2013 en geschikt bevonden voor kijkers vanaf twaalf jaar. De film is opgenomen in Emden, Leer, Krummhörn, Jemgum, Aurich (Duitsland), Winschoten en Groningen (Nederland). Nena is een gezamenlijke productie van KeyFilm (Amsterdam) en Coin Film (Keulen).

## Prijzen en nominaties (onvolledig)

### Prijzen
- Gouden Kalf 2014 voor 'Beste Regie' (Saskia Diesing)
- Gouden Kalf 2014 voor 'Beste Actrice' (Abbey Hoes)

### Nominaties
- Gouden Kalf 2014 voor 'Beste Film' (KeyFilm)
- Gouden Kalf 2014 voor 'Beste Scenario' (Saskia Diesing en Esther Gerritsen)
- Gouden Kalf 2014 voor 'Beste Camera' (Aage Hollander)